# Зверев, Николай Андреевич
Никола́й Андре́евич Зве́рев (1850, Нижегородская губерния — 1917, Петроград) — русский юрист, ординарный профессор Московского университета, политик и общественный деятель, член Госсовета (1909—1917). Тайный советник.

## Биография
Сын вольноотпущенника, прикреплёный к мещанскому сословию, родился в 1850 году в селе Ворсма Нижегородской губернии. Учился на средства арзамасского помещика Дмитрия Васильевича Хотяинцева (на сестре которого впоследствии женился) в Нижегородской гимназии, которую окончил в 1869 году с серебряной медалью. В 1873 году окончил со степенью кандидата юридический факультет Московского университета.
В течение трёх лет, до 1875 года, работал домашним библиотекарем у бывшего профессора университета Ф. М. Дмитриева. В этот период подготовил исследование о «Политике» Аристотеля.
В январе 1875 года был зачислен на кафедру энциклопедии и истории философии права Московского университета для двухлетней подготовки к профессорскому званию. После смерти П. Л. Карасевича занял кафедру в качестве стороннего преподавателя.
После защиты в декабре 1883 года магистерской диссертации «Основания классификации государств в связи с общим учением о классификации» (М., 1883), получил с 28 января 1884 года должность доцента, а в декабре этого же года стал экстраординарным профессором Московского университета по кафедре энциклопедии и истории философии права. С июня 1885 года в течение двух лет совершенствовался в европейских научных центрах в философии права. Получил классный чин коллежского советника 8 июля 1886 года и в 1887 году стал исполняющим обязанности ординарного профессора Московского университета.
В 1889—1893 году дополнительно исполнял обязанности секретаря юридического факультета, а в ноябре 1893 года был назначен помощником ректора. Утверждён в должности ординарного профессора был только в 1895 году. В 1896 году, 14 мая, был произведён в действительные статские советники.
В 1898 году, кратковременно — с 22 марта по 10 июля, был ректором Московского университета; переведён на должность товарища министра народного просвещения, которым был Н. П. Боголепов.
С 16 мая 1901 года — сенатор, присутствовал во Втором департаменте Сената.
В 1902—1904 годах был начальником главного управления по делам печати.
С осени 1908 года — профессор Императорского училища правоведения, читал лекции по энциклопедии права.
В 1908 году стал одним из членов-учредителей Русского окраинного общества.
С 1909 года — член Государственного совета по назначению.
В 1910—1912 годах был членом Совета Русского собрания.
Н. А. Зверев был человеком разносторонних дарований, он известен не только как учёный-правовед, но и как автор работ о Ф. М. Достоевском, Л. Н. Толстом, графе А. А. Голенищеве-Кутузове; работал во многих комиссиях по вопросам народного образования.
Скончался 8 (21) марта 1917 года от воспаления лёгких в разгар Февральской революции; похоронен на кладбище Новодевичьего монастыря в Петрограде.
Поддерживал связи с земляками на протяжении всей жизни: помогал Таисии Ситниковой, вдове своего товарища по Нижегородской мужской гимназии арзамасца Николая Ситникова, скончавшегося в 1900 г., устроил его осиротевших дочерей на бесплатное обучение в Мариинский институт на Кирочной в Санкт-Петербурге.
Его сын Василий — член IV Государственной Думы от Нижегородской губернии, белоэмигрант.

## Сочинения
- Кальтенборн: [Kaltenborn. Kritik des Völkerrechts. Leipzig. 1847] : (Очерк из истории литературы междунар. права). — М.: тип. К. Индрих, 1878
- Достоевский в своих последних романах: (Преступление и наказание, Бесы, Братья Карамазовы): Речь, произнес. в О-ве любителей рус. словесности. — М.: : тип. М. Н. Лаврова и К°, 1884
- Свобода воли и право: Прибавление к «Энциклопедии права» проф. Н. А. Зверева. — М.: В. С. Василевский, 1898. — 54 с.
- Энциклопедия права: Лекции экстраорд. проф. Н. А. Зверева. 1893—1894. — М.: лит. О-ва распр. полез. кн., 1899. — 421 с.
- Граф Арсений Аркадьевич Голенищев-Кутузов // Сочинения графа А. Голенищева-Кутузова: Т. 1—4. — СПб.: тип. т-ва А. С. Суворина «Новое время», 1914. — Т. 1. — С. I—XXVIII
- Граф Лев Николаевич Толстой как художник. — Петроград: Сенат. тип., 1916

## Награды
- орден Св. Анны 2-й ст. (1895)
- орден Св. Станислава 1-й ст. (1899)

## Семья
Жена, Надежда Васильевна, происходила из дворян Хотяинцевых. Их дети: Василий, Андрей, София, Любовь, Сергей.